# Remote access trojan
Een remote access trojan (RAT) is een type trojaans paard of trojan dat bedoeld is om op afstand toegang te krijgen tot een computer, teneinde deze computer te kunnen besturen. De technologie van een RAT is vergelijkbaar met een legitieme remote access tool maar heeft ook de functionaliteiten van een keylogger. Door de aard van de technologie wordt toegang verkregen tot IP-adressen, locaties, en kan de computer bestuurd worden, en de webcam en microfoon worden aangezet.
De aanval begint vaak met phishing, waarmee de gebruiker naar een website wordt gelokt waar malware op staat. De oorzaak van de kwetsbaarheid ligt vaak in het niet tijdig updaten van de computer. 